# Heinz Förstendorf
Heinz Förstendorf (28. prosinca 1907.) je bivši njemački hokejaš na travi. 
Osvojio je brončano odličje na hokejaškom turniru na Olimpijskim igrama 1928. u Amsterdamu igrajući za Njemačku. Na turniru je odigrao jedan susret. Igrao je na mjestu napadača.

## Vanjske poveznice
- Profil na Database Olympics
- Profil na Sports-Reference.com[neaktivna poveznica]